# پل یادبود فرد شوونگل
پل یادبود فرد شوونگل (به انگلیسی: Fred Schwengel Memorial Bridge ) یک پل فولادی شاهتیری با 4 خط است که بر روی رودخانه می‌سی‌سی‌پی بین لکلاایر، آیووا و رپیدز سیتی، ایلینویز (به انگلیسی: Rapids City, Illinois) مسیر حمل و نقل بین ایالتی 80 در کنار رودخانه می‌سی‌سی‌پی است. این پل برای فرد شوونگل، نماینده پیشین ایالات متحده از داونپورت، آیووا و یکی از نیروهای پشتیبان قانون بزرگراه بین ایالتی (به انگلیسی: Interstate Highway Act) نامگذاری شده‌است. این سازه توسط کمیسیون بزرگراه ایالتی ایووا (به انگلیسی: Iowa State Highway Commission) طراحی شده‌است و توسط شرکت اجرای سازه‌های صنعتی مینیاپولیس (پیمانکار)، شرکت ساختمانی گولد از داونپورت (به انگلیسی: Davenport) و روی رایان و پسران اوانستون، ایندیانا (به انگلیسی: Roy Ryan & Sons of Evanston, Indiana) که مسئولیت اجرای زیر ساخت را بر عهده داشته، ساخته شده‌است. این پل در 27 اکتبر 1966 افتتاح شد و مشرف به راپید سیتی، ایلینویز و لکلاایر، آیووا است. این پروژه در سال 1996 متحمل یک پروژه بزرگ بهسازی شد.

## تاریخچه
در ۵ اکتبر ۱۹۶۴، فقط ۴۰ فوت قالب فولادی و چوبی از مسیر جاده پل بر روی پایه شماره ۱۳ پس از ریختن سیمان روی آن، در حال نوسان بود. در سال ۱۹۶۵ سازه فولادی روی پل نصب شد. در طی آن سال، مقامات از این پل بازدید کردند. در ۲۹ ژوئن ۱۹۶۶، دهانه میانی پل نصب شد. این پل در تاریخ ۲۷ اکتبر ۱۹۶۶ برای تردد افتتاح شد.
در سال ۱۹۹۵، این پل به نام نماینده سابق ایالات متحده ، فرد شوونگل، تغییر نام یافت. وی از جمله افراد حاضر در زمان افتتاح پل در ۲۷ اکتبر ۱۹۶۶ بود.

## بسته شدن موقتی
این پل، در سال ۲۰۰۸، بعد از اینکه که بازرسان در فولاد زیر عرشه پل ترک‌هایی مشاهده کردند، به مدت دو ماه بسته شد. در تاریخ ۱۲ مه ۲۰۰۹، پس از پیدا شدن یک ترک در بال بالای تیر، خط باند شرقی این پل بسته شد. در نتیجه بازرسان از این پل بازدید کردند و در مورد چگونگی ترمیم تیر تصمیم‌گیری کردند. این پل در اوت ۲۰۰۹ بازگشایی شد. در ۱۰ آوریل ۲۰۱۵، خطوط غربی این پل برای انجام تعمیراتی در اتصالات آن بسته شد و در ۱۴ آوریل ۲۰۱۵ دوباره بازگشایی شد.

## تعویض
از سال ۲۰۲۰، اداره حمل و نقل ایلینویز مطالعه ای را برای تعویض دهانه پل آغاز می‌کند که پیش‌بینی می‌شود ۲۰٬۰۰۰ دلار هزینه داشته باشد. از سال ۲۰۲۰ تا ۲۰۲۵، برنامه‌ریزی هزینه برای این پل ،۳۰۴٫۵ میلیون دلار است. تا سال ۲۰۲۵ ، انتظار می‌رود که ایلینویز ۲۳ میلیارد دلار برای بتن، و همچنین تعمیر و گسترش ۴٬۲۰۰ مایل (۶٬۸۰۰ کیلومتر) سواره رو و ۹ میلیون فوت مربع (۸۳۶٬۰۰۰ متر مربع) عرشه‌های پل هزینه کند. اداره حمل ونقل ایلینویز، نماینده اصلی این پروژه، با ایالت آیووا در هزینه‌ها ی پروژه سهیم خواهد بود.